# Webbstrateg
Webbstrateg tituleras ofta en övergripande webbansvarig i större organisationer med ett flertal olika webbplatser och webbansvariga. Webbstrategen har ansvar för övergripande webbstrategi, samordning och prioritering av webbrelaterade aktiviteter som driver utvecklingen framåt över flera parallella webbrelaterade ansvarsområden. Webbstrategen arbetar i regel med stöd av någon typ av webbråd där organisationens samtliga webbansvariga ingår.

## Definition
Webbstrategi är att ha en medveten plan för att uppnå organisationens mål med hjälp av webben. 
Den ser till att en satsning i digitala medier
- tillgodoser företagets behov
- tillgodoser användarnas behov
- har mätbara mål